# باشگاه والیبال دخانیات تهران

تصویر تیم دخانیات قهرمان اولین دوره لیگ والیبال پاسارگاد، قبل از بازی دور رفت مقابل پرسپولیس. این بازی را دخانیات ۳ بر صفر پیروز شد. تصویر از مجله دنیای ورزش شماره ۲۶۸.

باشگاه والیبال دخانیات باشگاه والیبال ریشه‌دار ایرانی است. این تیم قهرمان اولین دوره لیگ والیبال ایران (جام پاسارگاد) در سال ۱۳۵۴ شد و به مقام چهارم مسابقات در سال ۱۳۵۵ رسید.

## دست‌آوردها
- قهرمانی لیگ والیبال ایران:
  - اولین دوره جام پاسارگارد در سال ۱۳۵۴
    - ترکیب (در هفته ۱۸م در برابر تاج): محمود چایچی، امیر حیدری، عزیز پرتوی، منوچهر آخشین، ودود گوکانی، قاسم توکلی، نادر پاکرو، حمید شلتوکچی، صادق اکبری.

مربی: داود دارابیان / حسن کبیری
- جام باشگاه‌های تهران:
  - قهرمانی: ۱۳۵۲[۱۰]